# Phaenocelis mexicana
Phaenocelis mexicana är en plattmaskart. Phaenocelis mexicana ingår i släktet Phaenocelis och familjen Cryptocelidae. Inga underarter finns listade i Catalogue of Life.